# Мир позавчера
«Мир позавчера. Чему нас могут научить люди, до сих пор живущие в каменном веке» (англ. The World Until Yesterday) ― научно-популярная книга американского  эволюционного биолога, физиолога, биогеографа Джареда Даймонда. Книга впервые вышла в свет в 2012 году в США.

## Содержание
В этой книге Джаред Даймонд исследует, чему люди, живущие в западном мире, могут научиться у традиционных обществ, включая различные подходы к разрешению конфликтов, обращению с пожилыми людьми, уходу за детьми, преимуществам многоязычия и меньшему потреблению соли.
Автор задаётся вопросом: а так ли велика пропасть, отделяющая нас от наших первобытных предков? И пишет, что первобытные общества Папуа-Новой Гвинеи, Амазонии, пустыни Калахари и других затерянных уголков нашей Земли напоминают нам, что время на часах эволюции течет стремительно и что все блага цивилизации мы приобрели только вчера.
Автор знакомит нас с тем, чему нас могут научить люди, до сих пор живущие в каменном веке.

## Отзывы
Книга была принята критиками неоднозначно. 
Эбби О'Рейли из газеты The Independent назвала книгу «обязательным чтением», которое «укрепляет позицию Даймонда как наиболее продуманного, смелого и чувствительного рассказчика человеческих историй из числа пишущих сегодня» .
Дэвид Брукс на страницах газеты The New York Times назвал книгу удивительно безличной: «впечатления от книги в основном положительные, но можно посетовать на отсутствие в книге отдельных голосов коренных народов».
Отношение учёных-антропологов к книге было менее позитивным. Этноботаник Уэйд Дэвис посетовал на скудность изученных этнографических свидетельств и извлечённых из них «уроков», охарактеризовав «Мир позавчера» как «книгу, которая обещает многое, но читается как собрание прописных истин, этнология в анекдотах».
Вожди племён Западного Папуа и правозащитная организация «Survival International» возражали против использованной Даймондом характеристики племенных обществ как жестоких.

## Издание в России
Книга была переведена на русский язык и вышла в свет в издательстве «АСТ» в 2016 году. ISBN 978-5-17-080132-9.